# Gozbert (St. Gallen)

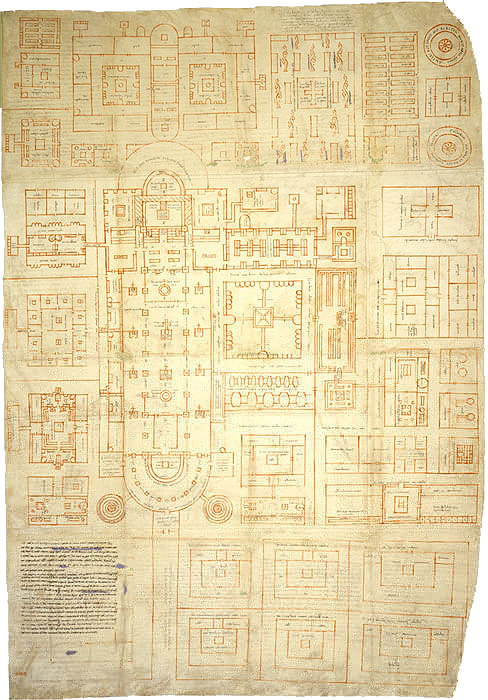
Der St. Galler Klosterplan, der ein ideales Kloster um 800 darstellt

Gozbert († 4. April 850 (?) in Rheinau) war von 816 bis 837 Abt des Klosters St. Gallen und mit unbekanntem Datum bis 850 Abt im Kloster Rheinau.

## Leben und Wirken
Gozbert ist als Mönch von St. Gallen urkundlich 798 als «Diakon», 811 als «Priester» und zwischen 813 und 816 als «Dekan» belegt. Im Jahre 816 wurde er zum Abt gewählt. Es gelang ihm, die Abhängigkeit vom Bistum Konstanz, zu dem die Ortschaft St. Gallen damals gehörte, zu lockern. Am 3. Juni 818 erhielt er von Kaiser Ludwig dem Frommen ein Immunitätsprivileg, das später von Ludwig dem Deutschen bestätigt wurde. Auch wurde ihm weiterhin die freie Abtwahl im Kloster zugesichert, ein Privileg das dem St. Galler Klostergründer Otmar keine hundert Jahre zuvor noch die Freiheit gekostet hatte.
Gozbert konzentrierte sich darauf, den Grundbesitz des Klosters auszudehnen. Seine Erwerbungen und die Zuwendungen, die er erhielt, waren eine massgebliche Grundlage für die spätere Fürstabtei. Gozbert zentralisierte die Verwaltung des Klosterbesitzes und reformierte das Urkundenwesen, denn der Beruf des Urkundenschreibers galt als Sprungbrett zu einer besseren Stellung im Kloster. Unter der Regentschaft Gozberts wurde St. Gallen zu einem kulturellen Zentrum, wie viele aus seiner Zeit noch vorhandene Urkunden bezeugen. Der Stiftsbibliothek widmete er auch ein besonderes Augenmerk. Bereits bei seinem Amtsantritt entwickelte er den Plan, die unter Gründerabt Otmar erbaute steinerne Kirche einem Neubau weichen zu lassen, welcher die Pilgerströme zum Grab des Heiligen Gallus besser würde aufnehmen können.
Unter den Äbten zwischen Otmar (719–759) und Wolfleoz (812–816) überwogen in der Urkundenproduktion außerklösterliche Schreiber. Unter Gozbert änderte sich dies. Er wollte wohl in so einem rechtlich sensiblen Bereich die Abhängigkeit von auswärtigen Schreibern verringern.
Sein Neffe, ebenfalls Gozbert genannt, war der Empfänger des St. Galler Klosterplans, der ca. 825/26 im Kloster Reichenau entstand. Eine Nachbildung des St. Galler Klosters war ausweislich des Widmungsbriefes nicht das Ziel des Klosterplans. Bekannt ist, dass er 830 mit dem Neubau der Gallusbasilika begann, die nach 835 im Beisein der Bischöfe Ulrich I. von Basel, Wolfleoz von Konstanz und Erlebald von Reichenau geweiht wurde.
Im Jahre 837 trat Gozbert von seinem Amt zurück. Möglicherweise geschah dies aufgrund von politischen Unsicherheiten, in die das Kloster hineingeraten war, als die Söhne Ludwigs des Frommen um dessen Nachfolge kämpften.
In der Literatur ist ein folgender Werdegang beschrieben:
«Als erster Abt begegnet uns [im Kloster Rheinau] um die Mitte des 9. Jahrhunderts der von St. Gallen durch Wolfene berufene Gozbert, ihm folgen Antwart, Wolfen, der Wiederhersteller des Klosters († 878), Wichram; ...»
Gozberts genaues Sterbejahr ist nicht bekannt. Möglicherweise verstarb er im Zusammenhang mit dem Amtsantritt seines Nachfolgers Anwarth in Rheinau im Jahr 850.